# Österreichische Schule Budapest
Die Österreichische Schule Budapest ist ein privates Oberstufenrealgymnasium im 12. Bezirk Budapest in Ungarn und ist die dritte österreichische Auslandsschule. In unmittelbarer Nähe befindet sich eine weitere österreichische Auslandsschule, die Österreichisch-Ungarische Europaschule.

## Geschichte
Ausgehend von einem Kulturabkommen zwischen Österreich und Ungarn wurde eine Schulgründung beschlossen, um die nachbarschaftlichen und kulturellen Beziehungen zu vertiefen. Nach dem Wunsch der damaligen Volksrepublik Ungarn wurde in der Tábor utca 2–4 ein Oberstufenrealgymnasium (Felső-reálgimnázium) nach österreichischen Lehrplan errichtet, zusätzlich wurde das Lernangebot um die Fächer ungarischer Grammatik und Literatur sowie ungarischer Heimatkunde erweitert.
Der Unterricht begann 1990 in einer Villa mit 50 Schülern und sechs Lehrern, am 20. März 2002 erfolgte der Umzug in das neu erbaute Schulgebäude.
Der Schulerhalter ist die „Stiftung Österreichische Schule Budapest“, deren Stiftungsmitglieder jeweils die Bildungsministerien der Republik Österreich und Ungarns sind, wobei Österreich die österreichischen Subventionslehrkräfte entsendet und bezahlt.
Durch die größere Schüleranzahl sah man sich gezwungen, ab 1998 das Erdgeschoß vom katholischen „Sankt Gellért Gymnasium“ anzumieten, um die überzähligen Schüler dort unterzubringen. Im Jahr 2000 wurde in der Orbánhegyi út 39–45 nach den Plänen des Innsbrucker Architekten Georg Driendl mit dem Neubau des aktuellen Schulgebäudes begonnen, das am 20. März 2002 eröffnet und bezogen wurde. Der Turnsaal dient auch als Verbindung zwischen den Schulgebäuden der Österreichische Schule Budapest und dem Altbau der Österreichisch-Ungarischen Europaschule.

## Ausbildung
Die Unterrichtssprache ist in allen Fachgegenständen Deutsch, diese beinhalten:
Naturwissenschaften, Mathematik, Informatik, Bildnerische Erziehung, Geographie, Geschichte, Philosophie und Psychologie.
Ungarisch als Unterrichtssprache wird für die Fächer Ungarische Sprache und Literatur, Ungarisch als Fremdsprache vorgeschrieben.
Die Österreichische Schule Budapest bietet fünf Sprachangebote:
- Die erste lebende Fremdsprache Englisch ist ein Pflichtfach.
- Als zweite verpflichtende Fremdsprache kann entweder Französisch oder Russisch gewählt werden.
- Italienisch wird als zusätzlicher Freigegenstand für die Schüler angeboten.
- Schüler, deren Muttersprache nicht Ungarisch ist bzw. deren ungarischen Sprachniveau nicht ausreichend ist, müssen Ungarisch als Fremdsprache wählen.

Der Abschluss der Schule erfolgt mit einer österreichischen und ungarischen Matura, die EU-weit anerkannt wird und die Absolventen berechtigt in der EU zu studieren.
Die Rail Cargo Hungaria stiftet seit 2011 jedes Jahr Stipendien an die Absolventen der Österreichische Schule Budapest.

## Schulgebühren
Das monatliche Schulgeld für das Schuljahr 2023/24 beträgt 90.000 Forint (162 Euro).

## Leitung
- 1990–2009 Alexander „Sándor“ Kulman
- 2009–2017 Günther Kaiser (2017–2022 Direktor der Österreichischen Schule Mexiko)[12]
- seit 2017 Margot Wieser